# Олексій Комнін (протосебаст)
Олексій Комнін (1135/1142 — 1183) — державний діяч, дипломат Візантійської імперії.

## Життєпис
Походив з династії Комнінів. Молодший син Андроніка Комніна, себастократора, та Ірини Анеядісси. Стосовно дати народження існують суперечності: за різними відомостями це сталося у 1135, 1141 або 1142 році в Константинополі. У 1142 році раптово помирає його батько. Вихованням малого Олексія займалася мати, яка померла близько 1151 року, та стрийко — імператор Мануїл I.
Замолоду став долучатися до державних справ. 1153 або 1154 року оженився на Марії Дукені, чиї походження достеменно невідоме. У 1157 році Олексій Комнін був присутній при засіданні синоду, де було засуджено вчення Сотиріха, патріарха Антіохійського. У 1166 та 1170 роках брав участь в інших синодах (в останньому розглядалася справа Іоанна Іринікоса). У 1167 році отримав титул протостатора, 1170 року — протовестарія, 1173 року — себаста.
Брав участь у військовій кампанії проти Румського султанату, зокрема у битві при Міріокефалі, де візантійське військо зазнало нищівної поразки. Втім Олексій Комнін зумів врятуватися. У 1176 році після загибелі старшого брата Іоанна стає протосебастом. Але того ж року його дружина й старший син Андронік загинули внаслідок нещасних випадків.
1178 році очолив візантійське посольство до графства Прованс, де планувалося влаштувати шлюб між Євдокією (донькою Ісаака Комніна) та графом Раймундом Беренгером III. Втім цьому протидіяв Фрідрих I, імператор Священної Римської імперії. Тому шлюб було укладено з Вільгельмом VII, сеньйором Монпельє. Потім перебрався до Парижу, де зустрів наречену спадкоємця трону Олексія — Агнес, доньку французького короля Людовика VII. У 1179 році посольство через Італію повернулося до Константинополя.
У 1180 році після смерті Мануїла I влада опинилася у малолітнього Олексія II при регентстві його матері Марії Антіохійської. Невдовзі Олексій Комнін стає її коханцем. Тому невдовзі фактично перебрав владу в імперії на себе. Проте припустився помилки, оточивши себе радниками з Єрусалимського королівства, Антіохійського князівства та Італії, що були католиками. Візантійські аристократи виявилися ображеними таким ставленням. Їх ще більше підбурював Андронік Комнін, що мріяв захопити владу. 1180 року Олексію вдалося врятуватися від замаху, влаштованого Марією, донькою Мануїла I, та її чоловіком Реньє Монферратським. Невдовзі вступив у конфлікт з Феодосієм, патріархом Константинопольським.
1182 року Андронік Комнін при загальній підтримці (окрім Іоанна Дуки, стратега Нікеї та великого доместіка Іоанна Комніна Ватаца) вчинив заколот у Малій Азії та невдовзі підійшов до Константинополя. Цьому також сприяла млявість та нерішучість протосебаста Олексія Комніна у боротьбі із заколотом. У битві при Нікомедії імператорські війська під орудою Андроніка Ангела зазнали поразки. Невдовзі флот на чолі із Андроніком Контостефаном перейшов на бік Андроніка Комніна. Це призвело до повстання в Константинополі таємних прихильників заколотників. В результаті столицю зайняв Андронік Комнін. Незабаром протосебаста Олексія Комніна було схоплено й відправлено до в'язниці. 1183 року за наказом Андроніка Комніна того було осліплено й кастровано, від чого Олексій Комнін невдовзі помер.

## Родина
Дружина — Ірина Дукена
- Андронік (д/н—1176))
- Ірина
- син
- донька